# Ankaran (khu tự quản)
Khu tự quản Ankaran (phát âm [aŋkaˈɾaːn]; tiếng Slovene: Občina Ankaran) là một khu tự quản ở bờ biển Adriatic Sea phía tây nam Slovenia. Trụ sở của nó ở khu dân cư Ankaran.